# Nemoria thelys
Nemoria thelys là một loài bướm đêm trong họ Geometridae.